# Thorolf Kveldulfsson

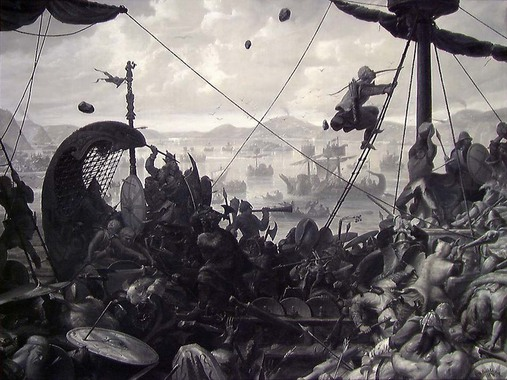
Illustrazione della battaglia di Hafrsfjord, dove combatterono sia Þorolfr Kveldúlfsson che Bárðr Brynjolfsson

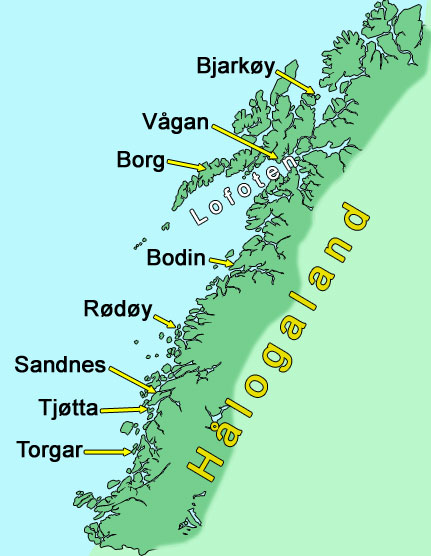
I vari luoghi dell'Hålogaland che hanno impegnato Þorolfr nelle vicende descritte nell'Egils saga

Þorolfr Kveldúlfsson (anglicizzato come Thorolf Kveldulfsson; seconda metà del IX secolo) fu un guerriero, hersir di Harald I di Norvegia e poi governatore (lendr maðr), indicato come uno degli eroi dell'Egils saga.

## L'Egils saga
L'Egils saga, nella sua prima parte, dedica grande spazio a questo personaggio, dandone una descrizione spiccatamente positiva, in quanto funzionale al mito di fondazione dell'Islanda.
Con la sua morte infatti, diversi suoi familiari dovettero fuggire in Islanda, dove l'Egils saga ne continua a raccontare le gesta. Inoltre, le vicende che portarono alla morte di Þorolfr rappresentano un tipico esempio di faida familiare, iniziata con una contesa di un appezzamento di terra e conclusasi nel sangue, che caratterizza anche diverse altre saghe degli Islandesi. 
Þorolfr fu il primogenito di Kveld-Úlfr Bjálfason e Salbjörg Káradóttir. Suo fratello era il goði e scaldo Skalla-Grímr.
Secondo l'Egils saga fu uno degli uomini al seguito (hirð) di Harald I di Norvegia e combatté sulla nave del re durante la battaglia di Hafrsfjord. Dopo che Harald ebbe conquistato la Norvegia, Þorolfr divenne il governatore (lendr maðr) della regione settentrionale, e fu responsabile della raccolta dei tributi dai Sami. Con questo ruolo prese parte ad una spedizione organizzata da re Faravid di Kvenland contro i Careliani.

### L'eredità contesa
Þorolfr fu protagonista in una disputa per una eredità con i fratelli Hraerek e Harek figli di Hildirid, parenti lontani della sua seconda moglie, Sigríðr Sigurðardóttir, dalla quale ottenne la tenuta di Torgar in Halogaland.
Torgar era stata di proprietà di un vecchio vedovo di nome Bjorgolf, che affidò la gestione della tenuta a suo figlio, Brynjolf. Ma nel suo ritiro, Bjorgolf ottenne una nuova moglie di nome Hildirid, la figlia di un ricco contadino e diede alla luce due figli, Harek e Hraerek, che ora erano potenziali pretendenti alla terra. Divennero noti come figli di Hildirid (Hildiridarsons) e avevano più o meno la stessa età del figlio di Brynjolf, Bárðr (Bárðr inn hvíti, "il Bianco"), che era anche compagno d'armi di Þorolfr.
Entrambi parteciparono alla battaglia di Hafrsfjord, dove entrambi rimasero feriti. Þorolfr si riprese, mentre Bárðr peggiorò fino a morire, ma non prima di aver affidato, col consenso del re, tutti i suoi beni, sua moglie Sigríðr Sigurðardóttir e il suo figlio al compagno d'arme Þorolfr.
Quando morì il suo nuovo suocero, padre di Sigríðr, Þorolfr ottenne anche un'altra tenuta, a Sandnes, al che i due figli minori del vecchio Bjorgolf e dimenticati nella divisione ereditaria, avanzarono diritti sulla proprietà di Torgar. Þorolfr  rifiutò di riconoscere alcunché ai fratelli adducendo che erano illegittimi (si noti che secondo le usanze matrimoniali del tempo, il more danico, l'illegittimità non comportava l'esclusione dai diritti ereditari), tenendosi l'intera tenuta di Torgar.

### Il conflitto con re Harald
I due Hildiridarsons cominciarono a riferire illazioni e falsità nei suoi confronti a re Harald, il quale iniziò a nutrire dubbi sull'operato di Þorolfr e, adirato per il rifiuto del padre di Þorolfr, Kveld-Úlfr, di giurare fedeltà al re, requisì la tenuta di Togart e assegnò il compito di riscuotere i tributi ai due fratelli.
La situazione degenerò rapidamente. Entrarono in gioco due ulteriori fratelli, Sigtryggr Snarfari e Hallvarðr Harðfari, anch'essi al seguito del re (hirð) ma anche imparentati col re da parte di madre, che sequestrarono una nave commerciale di Þorolfr diretta in Inghilterra. Þorolfr si vendicò, recandosi nell'area di Vík e sequestrando una nave piena di provviste per il re a Thruma, quindi saccheggiando la fattoria di Sigtrygg e Hallvard a Hising e causando mutilazione e morte ai due fratelli più giovani di Sigtryggr Snarfari e Hallvarðr Harðfari.
Per l'offesa di aver ucciso due suoi consanguinei, il re emise una condanna a morte nei confronti di Þorolfr e poi il re in persona, anche perché cominciava a temere la sua influenza, si recò nella tenuta di Þorolfr a Sandnes, la fece circondare dalle sue truppe e fece uccidere Þorolfr.
Il fratello Skalla-Grímr si recò con Olvir Hnufa, suo zio materno, da re Harald dopo l'uccisione di Þorolfr. Chiese un guidrigildo per rimborso, il che portò al suo allontanamento dalla corte del re. Con il padre Kveld-Úlfr ed il parente Ketil Thorkelsson, Skalla-Grímr ebbe l'occasione di vendicarsi dell'uccisione di Þorolfr: quando vide la nave dei due fratelli Hallvard and Sigtrygg con il loro stendardo non lontano dalla costa, la assalì e, tranne due, uccise tutti, compresi i due fratelli consanguinei del re e subito dopo fuggì in Islanda, assieme a diversi altri familiari e parenti (il padre Kveld-Úlfr, Ketil Thorkelsson, Olvir Hnufa). 

## Albero genealogico
I vari protagonisti avevano legami di parentela più o meno lontani, a causa dei quali iniziarono le pretese sulla tenuta di Torgar in Halogaland, le dispute e la conseguente faida familiare.
|                                            |                                            |                                            |                                            | Ulf il Coraggioso                          |                                            |                              |                              |                                           |                                           |                                           |                                           |                                           |                                           |  |  |                                                                               |                                                                               |                                                                               |                                                                               |                                                                               |                                                                               |              |              |              |              |            |            |            |            |        |        |              |              |              |              |              |              |  |  |             |             |             |             |             |             |  |  |         |         |         |         |         |         |  |  |  |  |  |  |
|                                            |                                            |                                            |                                            |                                            |                                            |                              |                              |                                           |                                           |                                           |                                           |                                           |                                           |  |  |                                                                               |                                                                               |                                                                               |                                                                               |                                                                               |                                                                               |              |              |              |              |            |            |            |            |        |        |              |              |              |              |              |              |  |  |             |             |             |             |             |             |  |  |         |         |         |         |         |         |  |  |  |  |  |  |
|                                            |                                            |                                            |                                            |                                            |                                            |                              |                              |                                           |                                           |                                           |                                           |                                           |                                           |  |  |                                                                               |                                                                               |                                                                               |                                                                               |                                                                               |                                                                               |              |              |              |              |            |            |            |            |        |        |              |              |              |              |              |              |  |  |             |             |             |             |             |             |  |  |         |         |         |         |         |         |  |  |  |  |  |  |
|                                            |                                            |                                            |                                            | Hallbjorn Halftroll                        | Hallbjorn Halftroll                        | Hallbjorn Halftroll          | Hallbjorn Halftroll          | Hallbjorn Halftroll                       | Hallbjorn Halftroll                       |                                           |                                           |                                           |                                           |  |  |                                                                               |                                                                               |                                                                               |                                                                               | Hallbera (♀)                                                                  | Hallbera (♀)                                                                  | Hallbera (♀) | Hallbera (♀) | Hallbera (♀) | Hallbera (♀) |            |            | Bjálfi     | Bjálfi     | Bjálfi | Bjálfi | Bjálfi       | Bjálfi       |              |              |              |              |  |  | Berle-Kari  | Berle-Kari  | Berle-Kari  | Berle-Kari  | Berle-Kari  | Berle-Kari  |  |  |         |         |         |         |         |         |  |  |  |  |  |  |
|                                            |                                            |                                            |                                            | Hallbjorn Halftroll                        | Hallbjorn Halftroll                        | Hallbjorn Halftroll          | Hallbjorn Halftroll          | Hallbjorn Halftroll                       | Hallbjorn Halftroll                       |                                           |                                           |                                           |                                           |  |  |                                                                               |                                                                               |                                                                               |                                                                               | Hallbera (♀)                                                                  | Hallbera (♀)                                                                  | Hallbera (♀) | Hallbera (♀) | Hallbera (♀) | Hallbera (♀) |            |            | Bjálfi     | Bjálfi     | Bjálfi | Bjálfi | Bjálfi       | Bjálfi       |              |              |              |              |  |  | Berle-Kari  | Berle-Kari  | Berle-Kari  | Berle-Kari  | Berle-Kari  | Berle-Kari  |  |  |         |         |         |         |         |         |  |  |  |  |  |  |
|                                            |                                            |                                            |                                            |                                            |                                            |                              |                              |                                           |                                           |                                           |                                           |                                           |                                           |  |  |                                                                               |                                                                               |                                                                               |                                                                               |                                                                               |                                                                               |              |              |              |              |            |            |            |            |        |        |              |              |              |              |              |              |  |  |             |             |             |             |             |             |  |  |         |         |         |         |         |         |  |  |  |  |  |  |
|                                            |                                            |                                            |                                            |                                            |                                            |                              |                              |                                           |                                           |                                           |                                           |                                           |                                           |  |  |                                                                               |                                                                               |                                                                               |                                                                               |                                                                               |                                                                               |              |              |              |              |            |            |            |            |        |        |              |              |              |              |              |              |  |  |             |             |             |             |             |             |  |  |         |         |         |         |         |         |  |  |  |  |  |  |
|                                            |                                            |                                            |                                            | Ketil Trout (1) di Hrafnista               | Ketil Trout (1) di Hrafnista               | Ketil Trout (1) di Hrafnista | Ketil Trout (1) di Hrafnista | Ketil Trout (1) di Hrafnista              | Ketil Trout (1) di Hrafnista              |                                           |                                           |                                           |                                           |  |  |                                                                               |                                                                               |                                                                               |                                                                               |                                                                               |                                                                               |              |              | Kveld-Úlfr   | Kveld-Úlfr   | Kveld-Úlfr | Kveld-Úlfr | Kveld-Úlfr | Kveld-Úlfr |        |        | Sálbjörg     | Sálbjörg     | Sálbjörg     | Sálbjörg     | Sálbjörg     | Sálbjörg     |  |  | Olvir Hnufa | Olvir Hnufa | Olvir Hnufa | Olvir Hnufa | Olvir Hnufa | Olvir Hnufa |  |  | Eyvindr | Eyvindr | Eyvindr | Eyvindr | Eyvindr | Eyvindr |  |  |  |  |  |  |
|                                            |                                            |                                            |                                            | Ketil Trout (1) di Hrafnista               | Ketil Trout (1) di Hrafnista               | Ketil Trout (1) di Hrafnista | Ketil Trout (1) di Hrafnista | Ketil Trout (1) di Hrafnista              | Ketil Trout (1) di Hrafnista              |                                           |                                           |                                           |                                           |  |  |                                                                               |                                                                               |                                                                               |                                                                               |                                                                               |                                                                               |              |              | Kveld-Úlfr   | Kveld-Úlfr   | Kveld-Úlfr | Kveld-Úlfr | Kveld-Úlfr | Kveld-Úlfr |        |        | Sálbjörg     | Sálbjörg     | Sálbjörg     | Sálbjörg     | Sálbjörg     | Sálbjörg     |  |  | Olvir Hnufa | Olvir Hnufa | Olvir Hnufa | Olvir Hnufa | Olvir Hnufa | Olvir Hnufa |  |  | Eyvindr | Eyvindr | Eyvindr | Eyvindr | Eyvindr | Eyvindr |  |  |  |  |  |  |
|                                            |                                            |                                            |                                            |                                            |                                            |                              |                              |                                           |                                           |                                           |                                           |                                           |                                           |  |  |                                                                               |                                                                               |                                                                               |                                                                               |                                                                               |                                                                               |              |              |              |              |            |            |            |            |        |        |              |              |              |              |              |              |  |  |             |             |             |             |             |             |  |  |         |         |         |         |         |         |  |  |  |  |  |  |
|                                            |                                            |                                            |                                            |                                            |                                            |                              |                              |                                           |                                           |                                           |                                           |                                           |                                           |  |  |                                                                               |                                                                               |                                                                               |                                                                               |                                                                               |                                                                               |              |              |              |              |            |            |            |            |        |        |              |              |              |              |              |              |  |  |             |             |             |             |             |             |  |  |         |         |         |         |         |         |  |  |  |  |  |  |
| Hrafnildr in sposa con Thorkel di Namdalen | Hrafnildr in sposa con Thorkel di Namdalen | Hrafnildr in sposa con Thorkel di Namdalen | Hrafnildr in sposa con Thorkel di Namdalen | Hrafnildr in sposa con Thorkel di Namdalen | Hrafnildr in sposa con Thorkel di Namdalen |                              |                              | Helga in sposa con Brynjolfr Björgólfsson | Helga in sposa con Brynjolfr Björgólfsson | Helga in sposa con Brynjolfr Björgólfsson | Helga in sposa con Brynjolfr Björgólfsson | Helga in sposa con Brynjolfr Björgólfsson | Helga in sposa con Brynjolfr Björgólfsson |  |  | Grim Lodinkinni                                                               | Grim Lodinkinni                                                               | Grim Lodinkinni                                                               | Grim Lodinkinni                                                               | Grim Lodinkinni                                                               | Grim Lodinkinni                                                               |              |              | Þorolfr      | Þorolfr      | Þorolfr    | Þorolfr    | Þorolfr    | Þorolfr    |        |        | Skalla-Grímr | Skalla-Grímr | Skalla-Grímr | Skalla-Grímr | Skalla-Grímr | Skalla-Grímr |  |  |             |             |             |             |             |             |  |  |         |         |         |         |         |         |  |  |  |  |  |  |
| Hrafnildr in sposa con Thorkel di Namdalen | Hrafnildr in sposa con Thorkel di Namdalen | Hrafnildr in sposa con Thorkel di Namdalen | Hrafnildr in sposa con Thorkel di Namdalen | Hrafnildr in sposa con Thorkel di Namdalen | Hrafnildr in sposa con Thorkel di Namdalen |                              |                              | Helga in sposa con Brynjolfr Björgólfsson | Helga in sposa con Brynjolfr Björgólfsson | Helga in sposa con Brynjolfr Björgólfsson | Helga in sposa con Brynjolfr Björgólfsson | Helga in sposa con Brynjolfr Björgólfsson | Helga in sposa con Brynjolfr Björgólfsson |  |  | Grim Lodinkinni                                                               | Grim Lodinkinni                                                               | Grim Lodinkinni                                                               | Grim Lodinkinni                                                               | Grim Lodinkinni                                                               | Grim Lodinkinni                                                               |              |              | Þorolfr      | Þorolfr      | Þorolfr    | Þorolfr    | Þorolfr    | Þorolfr    |        |        | Skalla-Grímr | Skalla-Grímr | Skalla-Grímr | Skalla-Grímr | Skalla-Grímr | Skalla-Grímr |  |  |             |             |             |             |             |             |  |  |         |         |         |         |         |         |  |  |  |  |  |  |
| Ketil Thorkelsson detto Ketill Trout (2)   | Ketil Thorkelsson detto Ketill Trout (2)   | Ketil Thorkelsson detto Ketill Trout (2)   | Ketil Thorkelsson detto Ketill Trout (2)   | Ketil Thorkelsson detto Ketill Trout (2)   | Ketil Thorkelsson detto Ketill Trout (2)   |                              |                              | Bárðr il Bianco                           | Bárðr il Bianco                           | Bárðr il Bianco                           | Bárðr il Bianco                           | Bárðr il Bianco                           | Bárðr il Bianco                           |  |  | Sigríðr Sigurðardóttir in sposa con Bárðr, poi vedova e risposata con Þorolfr | Sigríðr Sigurðardóttir in sposa con Bárðr, poi vedova e risposata con Þorolfr | Sigríðr Sigurðardóttir in sposa con Bárðr, poi vedova e risposata con Þorolfr | Sigríðr Sigurðardóttir in sposa con Bárðr, poi vedova e risposata con Þorolfr | Sigríðr Sigurðardóttir in sposa con Bárðr, poi vedova e risposata con Þorolfr | Sigríðr Sigurðardóttir in sposa con Bárðr, poi vedova e risposata con Þorolfr |              |              |              |              |            |            |            |            |        |        |              |              |              |              |              |              |  |  |             |             |             |             |             |             |  |  |         |         |         |         |         |         |  |  |  |  |  |  |
| Ketil Thorkelsson detto Ketill Trout (2)   | Ketil Thorkelsson detto Ketill Trout (2)   | Ketil Thorkelsson detto Ketill Trout (2)   | Ketil Thorkelsson detto Ketill Trout (2)   | Ketil Thorkelsson detto Ketill Trout (2)   | Ketil Thorkelsson detto Ketill Trout (2)   |                              |                              | Bárðr il Bianco                           | Bárðr il Bianco                           | Bárðr il Bianco                           | Bárðr il Bianco                           | Bárðr il Bianco                           | Bárðr il Bianco                           |  |  | Sigríðr Sigurðardóttir in sposa con Bárðr, poi vedova e risposata con Þorolfr | Sigríðr Sigurðardóttir in sposa con Bárðr, poi vedova e risposata con Þorolfr | Sigríðr Sigurðardóttir in sposa con Bárðr, poi vedova e risposata con Þorolfr | Sigríðr Sigurðardóttir in sposa con Bárðr, poi vedova e risposata con Þorolfr | Sigríðr Sigurðardóttir in sposa con Bárðr, poi vedova e risposata con Þorolfr | Sigríðr Sigurðardóttir in sposa con Bárðr, poi vedova e risposata con Þorolfr |              |              |              |              |            |            |            |            |        |        |              |              |              |              |              |              |  |  |             |             |             |             |             |             |  |  |         |         |         |         |         |         |  |  |  |  |  |  |